# AMD Dragon
AMD Dragon — платформа, предназначенная для геймеров, и спроектированная для использования с семейством процессоров AMD Phenom II X4. Целью платформы было предложить игрокам мощную игровую систему.

## Презентация
Несмотря на то что материнские платы, удовлетворяющие спецификациям AMD Dragon (а точнее, требованиям Phenom II), начали выходить в конце 2008-го, платформа была представлена в рамках январской выставки CES 2009 в Лас-Вегасе. Продвижение платформы происходило под девизом «Fusing technology with strength» (Объединяя технологию с силой). Новая платформа рассматривалась как замены предыдущей AMD Spider.

## Технические характеристики
Первые версии предлагались на основе материнских плат с разъёмом AM2+ и поддержкой памяти стандарта DDR2, но затем произошёл постепенный переход на материнские платы (и процессоры) с сокетом AM3 и поддержкой памяти стандарта DDR3, этот сокет и стал основным типом сокета для платформы Dragon.
Спецификациям платформы удовлетворяет система, состоящая из процессора Phenom II X4, материнской платы с чипсетом 700-й серии, графической картой серии ATI Radeon HD 4800.
Также специально к анонсу платформы были приурочены выпуски новых версий различных технологий: Cool’n’Quiet 3.0, AMD OverDrive 3.0, Smart Fetch, AMD Virtualization Technology и другие.
На основе этой платформы многие крупные поставщики предложили свои продукты, среди них: Dell, HP, Alienware и другие. Некоторые производители корпусов даже предлагали свою продукцию, рассчитанную на использование с платформой AMD Dragon.

## Достоинства
Обладая процессорами с 6 мегабайтами кэш-памяти 3-го уровня (L3) (у предыдущего поколения — 2 Мб) и поддерживая последние модели памяти стандарта DDR3, платформа Dragon по утверждению AMD позволит достичь 20%-ного прироста по сравнению с предыдущими платформами. И первые тесты действительно подтвердили, что платформа на фоне конкурентов выглядит довольно привлекательно, конкурируя с продуктами Intel за счёт более низкой цены. То есть, за несколько меньшие деньги покупатель получал достаточно продвинутую игровую систему, выигрывая в некоторых приложениях с точки зрения такого параметра, как производительность/цена; в других же приложениях отставание было значительно больше разницы в цене. 
Благодаря тому, что процессоры AMD Phenom II X4 используют ту же инфраструктуру, что и предыдущее поколение процессоров AMD Phenom X4, а именно 940-контактный процессорный разъём micro Pin Grid Array (microPGA) Socket AM2+, можно было легко произвести апгрейд уже имеющийся системы (достаточно лишь обновить BIOS).

## Недостатки
Предложенные компанией Intel процессоры серии Core i7 обладали более высокой производительностью по сравнению с Phenom II X4, за счёт чего можно было собирать ещё более производительные системы. Также, в новых процессорах Phenom II X4 не была кардинально улучшена работа с операциями с плавающей точкой (FPU), а также некоторые блоки (например, ALU) по производительности мало чем отличались от предыдущего поколения. В результате этого, многие синтетические тесты платформа проигрывала не только конкурирующим процессорам, но даже и процессорам Intel предыдущего поколения.
Также стоит отметить, что в то время как Core i7 уже перешли на DDR3-память, Dragon все ещё ориентировалась на DDR2 (переход на DDR3 состоялся позднее), что также сыграло свою роль в плане производительности.
Фактически существование платформы было лишено смысла, поскольку она не могла конкурировать с рядовыми платформами от Intel, чьи продукты и выбирались теми, кому действительно нужна высокая производительность. Как следствие, никакого распространения за пределами выставок и презентаций бренд не получил. Осознав, что ни Dragon, ни предыдущая платформа Spider не оказалась конкурентоспособной, AMD отказалась от амбиций позиционировать свои продукты как высокопроизводительные и прекратила продвижение соответствующих платформ.

## Дальнейшее развитие
В сентябре 2009 появилась информация о дальнейшем развитии платформы. Платформу AMD Dragon в 2010 году должна сменить другая платформа, получившая название AMD Leo. Новая платформа также будет основываться на AMD Phenom II X4 и соответствующих материнских платах, но здесь важным отличием является то, что платформа будет поддерживать исключительно DDR3-память (то есть поддержки DDR2 как в случае с AMD Dragon не будет). Также предполагается переход на видеокарты с поддержкой DirectX 11 (в отличие от DirectX 10.1 у Dragon). В качестве чипсетов предполагается использовать чипсеты 800-й серии. Предположительно, функции северного моста будет выполнять AMD 890GX/FX, а функции южного моста — обновлённый микрочип SB850.

## Дополнительные источники
- AMD Dragon — New Platform for Gamers (новость о презентации на шведском языке)
- Веб-сайт AMD Dragon  (англ.)
- AMD Leo — платформа нового поколения для мощных ПК (новость на сайте 3dnews.ru)
- Платформа AMD Dragon: дебют процессоров Phenom II X4 (обзорная статья на сайте 3dnews.ru)